# Judo tại Thế vận hội Mùa hè 2016
Bản mẫu:Judo tại Thế vận hội Mùa hè 2016
Judo tại Thế vận hội Mùa hè 2016 diễn ra ở Rio de Janeiro được thi đấu từ ngày 6 tới 12 tháng 8 tại Carioca Arena 2 nằm trong Công viên Olympic Barra ở Barra da Tijuca. Khoảng 386 judoka sẽ tranh tài ở 14 nội dung thi đấu (bảy cho nam và bảy cho nữ).

## Vòng loại
Tương tự như năm 2012, vòng loại sẽ được dựa trên danh sách xếp hạng thế giới do Liên đoàn judo quốc tế công bố ngày 30 tháng 5 năm 2016. Có tổng cộng 252 vận động viên được vượt qua vòng loại trực tiếp thông qua bảng xếp hạng với 22 vận động nam đứng đầu hoặc 14 vận động viên nữ đứng đầu ở mỗi hạng đấu, đảm bảo rằng mỗi NOC sẽ chỉ có tối đa một judoka ở mỗi hạng đấu.

## Lịch thi đấu
Có hai phiên thi đấu một ngày trong chương trình thi đấu Judo Thế vận hội 2016. Phiên đầu tiên (Vòng loại & Tứ kết) sẽ diễn ra từ 10:00 tới 13:00 BRT, và phiên thứ 2 (Vòng đấu vớt, Bán kết, Tranh huy chương đồng & vàng) sẽ diễn ra từ 15:30 tới 18:10 BRT.
| Q | Vòng loại & Tứ kết | F | Vòng đấu vớt, Bán kết, Tranh huy chương đồng & vàng |

| Nam         |   |   |   |   |   |   |   |   |   |   |   |   |   |   |
| Nam 60 kg   | Q | F |   |   |   |   |   |   |   |   |   |   |   |   |
| Nam 66 kg   |   |   | Q | F |   |   |   |   |   |   |   |   |   |   |
| Nam 73 kg   |   |   |   |   | Q | F |   |   |   |   |   |   |   |   |
| Nam 81 kg   |   |   |   |   |   |   | Q | F |   |   |   |   |   |   |
| Nam 90 kg   |   |   |   |   |   |   |   |   | Q | F |   |   |   |   |
| Nam 100 kg  |   |   |   |   |   |   |   |   |   |   | Q | F |   |   |
| Nam +100 kg |   |   |   |   |   |   |   |   |   |   |   |   | Q | F |
| Nữ          |   |   |   |   |   |   |   |   |   |   |   |   |   |   |
| Nữ 48 kg    | Q | F |   |   |   |   |   |   |   |   |   |   |   |   |
| Nữ 52 kg    |   |   | Q | F |   |   |   |   |   |   |   |   |   |   |
| Nữ 57 kg    |   |   |   |   | Q | F |   |   |   |   |   |   |   |   |
| Nữ 63 kg    |   |   |   |   |   |   | Q | F |   |   |   |   |   |   |
| Nữ 70 kg    |   |   |   |   |   |   |   |   | Q | F |   |   |   |   |
| Nữ 78 kg    |   |   |   |   |   |   |   |   |   |   | Q | F |   |   |
| Nữ +78 kg   |   |   |   |   |   |   |   |   |   |   |   |   | Q | F |

## Tham dự
- Afghanistan (1)
- Andorra (1)
- Algérie (5)
- Samoa thuộc Mỹ (1)
- Angola (1)
- Argentina (2)
- Armenia (1)
- Aruba (1)
- Úc (7)
- Áo (5)
- Azerbaijan (6)
- Belarus (2)
- Bỉ (5)
- Belize (1)
- Bénin (1)
- Bolivia (1)
- Bosna và Hercegovina (1)
- Brasil (14)
- Bulgaria (2)
- Burkina Faso (1)
- Burundi (1)
- Cameroon (1)
- Canada (8)
- Chile (1)
- Trung Quốc (8)
- Đài Bắc Trung Hoa (2)
- Colombia (2)
- Cộng hòa Congo (1)
- Costa Rica (1)
- Croatia (1)
- Cuba (9)
- Cộng hòa Séc (3)
- Cộng hòa Dominica (1)
- Cộng hòa Dân chủ Congo (1)
- Djibouti (1)
- Ecuador (3)
- Ai Cập (5)
- El Salvador (1)
- Estonia (1)
- Fiji (1)
- Phần Lan (1)
- Pháp (14)
- Gabon (2)
- Gambia (1)
- Gruzia (8)
- Đức (13)
- Ghana (1)
- Anh Quốc (7)
- Hy Lạp (2)
- Guatemala (1)
- Guiné-Bissau (1)
- Haiti (1)
- Honduras (1)
- Hungary (8)
- Iceland (1)
- Ấn Độ (1)
- Iran (2)
- Iraq (1)
- Israel (7)
- Ý (6)
- Bờ Biển Ngà (1)
- Nhật Bản (14)
- Jordan (1)
- Kazakhstan (5)
- Kenya (1)
- Kosovo (2)
- Kyrgyzstan (2)
- Lào (1)
- Latvia (2)
- Liban (1)
- Libya (1)
- Litva (1)
- Macedonia (1)
- Madagascar (1)
- Mali (1)
- Mauritius (1)
- México (2)
- Moldova (1)
- Monaco (1)
- Mông Cổ (13)
- Montenegro (1)
- Maroc (3)
- Mozambique (1)
- Nauru (1)
- Nepal (1)
- Hà Lan (11)
- New Zealand (1)
- Niger (1)
- CHDCND Triều Tiên (3)
- Pakistan (1)
- Palestine (1)
- Papua New Guinea (1)
- Perú (1)
- Philippines (1)
- Ba Lan (4)
- Bồ Đào Nha (6)
- Puerto Rico (2)
- Qatar (1)
- Đội tuyển Olympic người tị nạn (2)
- România (4)
- Nga (11)
- Samoa (1)
- San Marino (1)
- Ả Rập Xê Út (1)
- Sénégal (1)
- Serbia (1)
- Seychelles (1)
- Slovenia (5)
- Nam Phi (1)
- Hàn Quốc (12)
- Tây Ban Nha (5)
- Sri Lanka (1)
- Sudan (1)
- Suriname (1)
- Thụy Điển (4)
- Thụy Sĩ (3)
- Syria (1)
- Tajikistan (2)
- Tanzania (1)
- Thái Lan (1)
- Trinidad và Tobago (1)
- Tunisia (4)
- Thổ Nhĩ Kỳ (4)
- Turkmenistan (2)
- Ukraina (7)
- UAE (3)
- Hoa Kỳ (6)
- Uruguay (1)
- Uzbekistan (7)
- Vanuatu (1)
- Venezuela (1)
- Việt Nam (1)
- Yemen (1)
- Zambia (1)

## Huy chương

### Bảng xếp hạng huy chương
Chú giải
  *   Chủ nhà (Brasil)
| 1    | Nhật Bản     | 3  | 1  | 8  | 12 |
| 2    | Pháp         | 2  | 2  | 1  | 5  |
| 3    | Nga          | 2  | 0  | 1  | 3  |
| 4    | Ý            | 1  | 1  | 0  | 2  |
| 4    | Hoa Kỳ       | 1  | 1  | 0  | 2  |
| 6    | Brasil*      | 1  | 0  | 2  | 3  |
| 7    | Slovenia     | 1  | 0  | 1  | 2  |
| 8    | Argentina    | 1  | 0  | 0  | 1  |
| 8    | Cộng hòa Séc | 1  | 0  | 0  | 1  |
| 8    | Kosovo       | 1  | 0  | 0  | 1  |
| 11   | Hàn Quốc     | 0  | 2  | 1  | 3  |
| 12   | Azerbaijan   | 0  | 2  | 0  | 2  |
| 13   | Gruzia       | 0  | 1  | 1  | 2  |
| 13   | Kazakhstan   | 0  | 1  | 1  | 2  |
| 15   | Colombia     | 0  | 1  | 0  | 1  |
| 15   | Cuba         | 0  | 1  | 0  | 1  |
| 15   | Mông Cổ      | 0  | 1  | 0  | 1  |
| 18   | Trung Quốc   | 0  | 0  | 2  | 2  |
| 18   | Israel       | 0  | 0  | 2  | 2  |
| 18   | Uzbekistan   | 0  | 0  | 2  | 2  |
| 21   | Bỉ           | 0  | 0  | 1  | 1  |
| 21   | Đức          | 0  | 0  | 1  | 1  |
| 21   | Anh Quốc     | 0  | 0  | 1  | 1  |
| 21   | Hà Lan       | 0  | 0  | 1  | 1  |
| 21   | Bồ Đào Nha   | 0  | 0  | 1  | 1  |
| 21   | UAE          | 0  | 0  | 1  | 1  |
| Tổng | Tổng         | 14 | 14 | 28 | 56 |

### Nội dung nam
| Nội dung               | Vàng                         | Bạc                           | Đồng                           |
| ---------------------- | ---------------------------- | ----------------------------- | ------------------------------ |
| Hạng siêu nhẹ (60 kg)  | Beslan Mudranov · Nga        | Yeldos Smetov · Kazakhstan    | Takato Naohisa · Nhật Bản      |
| Hạng siêu nhẹ (60 kg)  | Beslan Mudranov · Nga        | Yeldos Smetov · Kazakhstan    | Diyorbek Urozboev · Uzbekistan |
| Hạng bán nhẹ (66 kg)   | Fabio Basile · Ý             | An Ba-ul · Hàn Quốc           | Rishod Sobirov · Uzbekistan    |
| Hạng bán nhẹ (66 kg)   | Fabio Basile · Ý             | An Ba-ul · Hàn Quốc           | Ebinuma Masashi · Nhật Bản     |
| Hạng nhẹ (73 kg)       | Ono Shohei · Nhật Bản        | Rustam Orujov · Azerbaijan    | Lasha Shavdatuashvili · Gruzia |
| Hạng nhẹ (73 kg)       | Ono Shohei · Nhật Bản        | Rustam Orujov · Azerbaijan    | Dirk Van Tichelt · Bỉ          |
| Hạng bán trung (81 kg) | Khasan Khalmurzaev · Nga     | Travis Stevens · Hoa Kỳ       | Sergiu Toma · UAE              |
| Hạng bán trung (81 kg) | Khasan Khalmurzaev · Nga     | Travis Stevens · Hoa Kỳ       | Nagase Takanori · Nhật Bản     |
| Hạng trung (90 kg)     | Baker Mashu · Nhật Bản       | Varlam Liparteliani · Gruzia  | Gwak Dong-han · Hàn Quốc       |
| Hạng trung (90 kg)     | Baker Mashu · Nhật Bản       | Varlam Liparteliani · Gruzia  | Thường Huân Triều · Trung Quốc |
| Hạng bán nặng (100 kg) | Lukáš Krpálek · Cộng hòa Séc | Elmar Gasimov · Azerbaijan    | Cyrille Maret · Pháp           |
| Hạng bán nặng (100 kg) | Lukáš Krpálek · Cộng hòa Séc | Elmar Gasimov · Azerbaijan    | Haga Ryunosuke · Nhật Bản      |
| Hạng nặng (+100 kg)    | Teddy Riner · Pháp           | Harasawa Hisayoshi · Nhật Bản | Rafael Silva · Brasil          |
| Hạng nặng (+100 kg)    | Teddy Riner · Pháp           | Harasawa Hisayoshi · Nhật Bản | Or Sasson · Israel             |

### Nội dung nữ
| Nội dung               | Vàng                        | Bạc                             | Đồng                                   |
| ---------------------- | --------------------------- | ------------------------------- | -------------------------------------- |
| Hạng siêu nhẹ (48 kg)  | Paula Pareto · Argentina    | Jeong Bo-kyeong · Hàn Quốc      | Kondo Ami · Nhật Bản                   |
| Hạng siêu nhẹ (48 kg)  | Paula Pareto · Argentina    | Jeong Bo-kyeong · Hàn Quốc      | Galbadrakhyn Otgontsetseg · Kazakhstan |
| Hạng bán nhẹ (52 kg)   | Majlinda Kelmendi · Kosovo  | Odette Giuffrida · Ý            | Nakamura Misato · Nhật Bản             |
| Hạng bán nhẹ (52 kg)   | Majlinda Kelmendi · Kosovo  | Odette Giuffrida · Ý            | Natalia Kuziutina · Nga                |
| Hạng nhẹ (57 kg)       | Rafaela Silva · Brasil      | Dorjsürengiin Sumiyaa · Mông Cổ | Telma Monteiro · Bồ Đào Nha            |
| Hạng nhẹ (57 kg)       | Rafaela Silva · Brasil      | Dorjsürengiin Sumiyaa · Mông Cổ | Matsumoto Kaori · Nhật Bản             |
| Hạng bán trung (63 kg) | Tina Trstenjak · Slovenia   | Clarisse Agbegnenou · Pháp      | Yarden Gerbi · Israel                  |
| Hạng bán trung (63 kg) | Tina Trstenjak · Slovenia   | Clarisse Agbegnenou · Pháp      | Anicka van Emden · Hà Lan              |
| Hạng trung (70 kg)     | Tachimoto Haruka · Nhật Bản | Yuri Alvear · Colombia          | Sally Conway · Anh Quốc                |
| Hạng trung (70 kg)     | Tachimoto Haruka · Nhật Bản | Yuri Alvear · Colombia          | Laura Vargas Koch · Đức                |
| Hạng bán nặng (78 kg)  | Kayla Harrison · Hoa Kỳ     | Audrey Tcheumeo · Pháp          | Mayra Aguiar · Brasil                  |
| Hạng bán nặng (78 kg)  | Kayla Harrison · Hoa Kỳ     | Audrey Tcheumeo · Pháp          | Anamari Velenšek · Slovenia            |
| Hạng nặng (+78 kg)     | Émilie Andéol · Pháp        | Idalys Ortiz · Cuba             | Yamabe Kanae · Nhật Bản                |
| Hạng nặng (+78 kg)     | Émilie Andéol · Pháp        | Idalys Ortiz · Cuba             | Vu Tống · Trung Quốc                   |